# Chêne d'Allouville
Le chêne d'Allouville est un chêne pédonculé situé au centre du village cauchois d'Allouville-Bellefosse (Seine-Maritime) face au clocher-porche de l'église Saint-Quentin. Il est considéré comme étant le plus vieux chêne de France connu et l'un des plus vieux d'Europe. Son âge exact n'est pas connu : il a été évalué à 800 ans au XIXe siècle, mais une estimation plus récente lui attribue au moins 1 200 ans. 
Arbre creux (au moins depuis le XVIIe siècle), il héberge deux petites chapelles. Classé « monument pittoresque » en 1932, le chêne d'Allouville reçoit le label « Arbre remarquable de France » en 2001. Il est également inscrit à l'inventaire du patrimoine culturel immatériel en France depuis 2009. Depuis 1981, il est jumelé avec le chêne remarquable de Liernu en Belgique.
Il attirerait chaque année entre 6 000 et 30 000 visiteurs. 

## Description
Sa hauteur est de 18 m et sa circonférence de 15 m à un mètre du sol. 
Sa hauteur est faible par rapport à sa grosseur. Son tronc, qui est totalement creux, présente du sol au sommet, c'est-à-dire jusqu'à l'endroit où il semble avoir été rompu accidentellement, la forme d'un cône. Il est toujours vivant et produit feuillage et glands.

## Histoire

### Datation: légendes et probabilités
Selon la légende, le chêne a été planté en 911 à l'occasion de la naissance de la Normandie au traité de Saint-Clair-sur-Epte, mais les scientifiques pensent de nos jours que le chêne daterait du IXe siècle et serait probablement contemporain de Charlemagne (roi des Francs de 758 à 814 et empereur de 800 à 814) 
Selon une tradition, Guillaume le Conquérant en marche vers l'Angleterre (1066) a fait halte devant le chêne d'Allouville,.

### Un creusement attesté depuis 1696
Les premières mentions écrite du creusement intérieur du chêne datent de 1696. Cette année-là, l'abbé Jacques Delalande du Détroit (originaire de l'île de Ré), curé de la paroisse, glisse une image de la Vierge dans la fissure de l'arbre, dans le contexte de la guerre qui touche le pays de Caux[réf. nécessaire], dédiant cet arbre à Notre-Dame de la Paix. 
La largeur de la fissure est alors de 22 centimètres. 
Le père Du Cerceau écrit en 1710 une ode dans laquelle « il se souvient qu'il aurait pu être ermite et se voyait apporter chapon et champagne par les braves paroissiens. »
Les chapelles sont construites dans le tronc creux.

### Sous la Révolution française: menace de destruction déchristianisatrice
Jadis entouré d'autres arbres, le chêne a échappé à plusieurs reprises à la destruction, notamment en 1793, pendant la Terreur. 
Selon un récit local transmis oralement jusqu'à son recueil en 1914 par l'abbé Fontaine, une foule révolutionnaire en liesse envisage d'incendier ce symbole de l'Ancien Régime,. 
L'arbre est sauvé par le maître d'école du village, Jean-Baptiste Bonheure, qui y appose l'écriteau « temple de la Raison » à la place de l'ancien qui le condamnait[pas clair],,.

### AuXIXesiècle: le chêne devient un objet touristique
Une statue de la Vierge en bois doré est offerte au chêne par l'impératrice Eugénie, épouse de Napoléon III. Elle se trouve aujourd'hui dans la sacristie de l'église Saint-Quentin,. La chapelle, ainsi que la chambre qui la surmonte et l'escalier qui y conduit, vieillissent sous l'action du temps. 
En 1853, l'abbé Cholet profite d'une visite du préfet de la Seine-Inférieure pour lui demander de classer le chêne comme monument historique et de restaurer le lambris de la chapelle. Le baron Le Roy offre 1 200 francs pour la restauration du chêne. L'abbé Robert, alors directeur au séminaire d'Yvetot, se charge de conduire le travail de restauration, qu'il fait exécuter par M. Martin, sculpteur de Caudebec. L'œuvre est accomplie dans le style du XVIIe siècle. Une fois achevé, Mgr Blanquart de Bailleul, archevêque de Rouen, bénit l'autel neuf et y célèbre une messe le 3 octobre 1854,,.

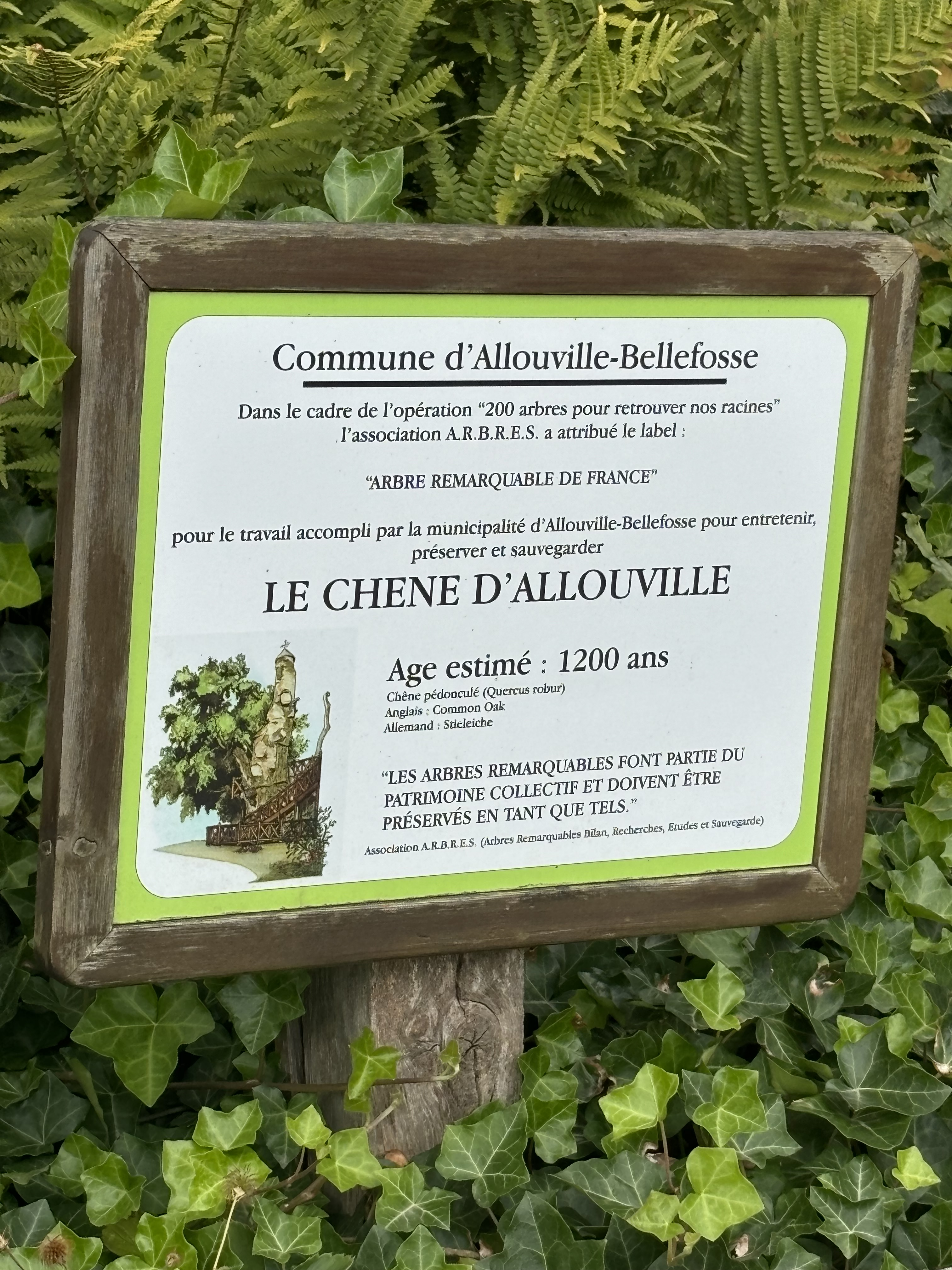

Le chêne d'Allouville-Bellefosse devient une curiosité et fait l'objet de soins attentifs de la part des villageois. Ils tapissent l'intérieur des chapelles de lambris, recouvrent son tronc d'un manteau d'écailles de bois et aménagent un véritable escalier doté d'une balustrade pour en faciliter l'accès. 

### XXesiècle: foudroiement (1912) et efforts de préservation
En 1912, il est frappé par la foudre qui l'ampute de moitié ; il est depuis sans cesse ausculté, soigné et consolidé. Avec les efforts de Henri Gadeau de Kerville, le site naturel est classé par un arrêté du 23 août 1932,. 
En 1988, une structure métallique est installée dans la cellule ermitale pour soutenir l'arbre qui menace de s'abattre,. 
Deux ans plus tard, le chêne est restauré à cause de son état de santé et des dégradations dues au tourisme. « Dans les années 1988-1993, un homme assez extraordinaire, Robert Bourdu, eut un coup de cœur pour ce végétal, qui avec ses 1 200 ans, présentait des signes de faiblesse de structure et de vigueur. La relation qu’il a eue avec cet arbre lui a permis de fédérer autour de lui une commission d’élus, de professionnels et d’habitants qui ont mis tout en œuvre pour assurer à ce sujet historique une durée de vie supplémentaire. Il fallait trouver un financement important, obtenir l'acceptation d’investissement et de techniques nouvelles pour cet arbre vénérable ; il réussit à mettre en œuvre les travaux de sauvegarde. Les travaux furent longs et les directives strictes, afin d’éviter au mieux toute atteinte au végétal : protéger les racines, limiter le tassement du sol, éviter toutes blessures et protéger le reste de bois encore sain des actions des pathogènes. »,
En 2007, une reprise des escaliers, le réaménagement des abords pour éviter le piétinement et améliorer les conditions de sécurité ont été effectués. En 2008, les planches de bois et les graviers qui entourent le chêne ont été changés et un espace a été spécialement aménagé aux alentours pour faciliter la visite des touristes.
En mars 2024, une inspection approfondie du chêne est réalisée. elle révèle  des problèmes d'infiltration d'eau « dans les parties en menuiseries : escaliers, toitures des deux chapelles et peut-être une partie du plancher » comme l'explique Nicolas Burette, chargé de mission à la Fondation du patrimoine. Le 27 septembre 2024, la Fondation du patrimoine lance une campagne de financement relayée par la municipalité d'Allouville-Bellefosse, afin de financer les travaux de réparation et de prévention,.

## Les chapelles

### Chapelle de la Vierge
L'abbé Jacques Delalande du Détroit, alors curé d'Allouville à la fin du XVIIe siècle, recouvre avec de l'essente toutes les crevasses du chêne. Il construit, avec du bardeau, un petit clocher surmonté d'une croix de fer qui s'élève au-dessus du feuillage. Ce clocher, qui figure sur la gravure d'Eustache-Hyacinthe Langlois, ne subsiste plus aujourd'hui. Dans la partie intérieure du tronc, il glisse dans le creux de l'arbre une image de la vierge et invite les paroissiens à venir prier pour la paix  et dédia l'arbre  à Notre-Dame-de-la-Paix, comme il est encore possible de le lire sur la porte de la cellule : « Érigée par M. l'abbé du Détroit, curé d'Allouville, en l'année 1696 ».
L'oratoire champêtre, long de 1,15 m, large de 1,17 m, mesure 2,28 m de hauteur. Il a été aménagé au début du XIXe siècle, parqueté comme un salon et on peut apercevoir au fond un autel de bois éclairé par deux chandeliers et une lampe suspendue au plancher. Les images de sainte Marie, de saint Joseph et de saint François-Régis ont été tapissées sur les murs. La porte a été grillagée pour empêcher l'entrée au sanctuaire sans en cacher la vue.

### Cellule ermitage

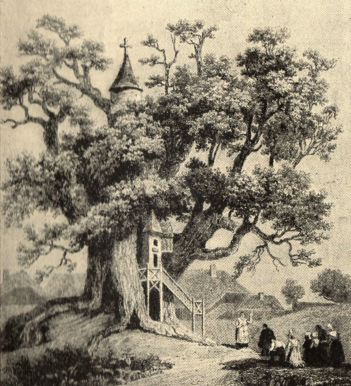
Gravure du chêne datant du XVIIIe siècle.

Selon la légende, la cellule ermitage, située à l'étage supérieure du chêne,  fut dédiée par l’abbé Jacques Delalande du Détroit pour un ami ermite. On y trouve en son sein un crucifix.  

## Biologie du chêne pédonculé

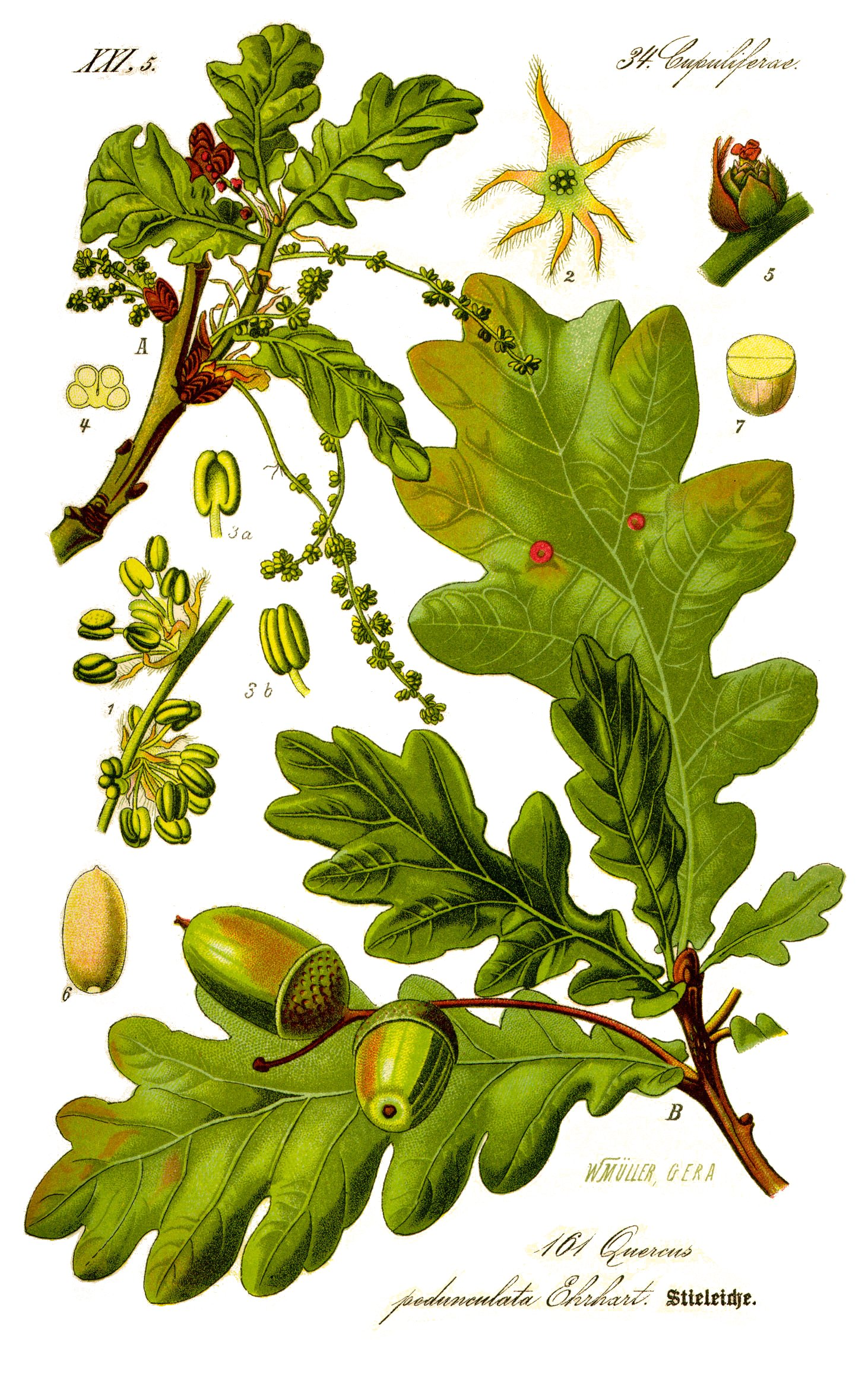
Description du Chêne pédonculé.

Le chêne pédonculé (Quercus robur selon Linné, Q. pedunculata selon Ehrh.) est un arbre à feuillage caduc des régions tempérées de l'hémisphère nord, appartenant à la famille des Fagacées. Il est très commun dans les plaines de France, sauf dans la région méditerranéenne et en Corse. Ses différents noms viennent du latin robur « fort » et pedunculatus « pédonculé », car le fruit est porté par un long pédoncule. C'est un grand arbre de 25 à 35 mètres de haut. Son feuillage est caducifolié. Il a une longévité de 500 à 1 000 ans. C'est une espèce monoïque et postpionnière.
L'écorce est lisse chez les jeunes arbres puis devient très profondément crevassée avec des gerçures horizontales.
Il possède des bourgeons ovoïdes, ses feuilles sont alternes avec un très court pétiole et des oreillettes. Les lobes sont peu marqués (ondulés). Les glands qu'il donne mesurent de 1 à 5 centimètres et sont portés par un long pédoncule (de 2 à 10 cm).

## Le filmLe Chêne d'Allouville(1981)
Le chêne d'Allouville est au centre du film Le Chêne d'Allouville (ou : Ils sont fous ces Normands), comédie réalisée par Serge Pénard en 1981 (avec Jean Lefebvre, Bernard Menez et Henri Guybet). Il raconte les efforts des villageois pour sauver leur arbre, menacé par un projet d'élargissement soutenu par le député et le maire de la commune[source insuffisante],[source insuffisante].

## Chênes analogues
Il existe en France d'autres chênes abritant des chapelles, dont celui de Saint-Sulpice-le-Verdon (Vendée). 
À Villedieu-la-Blouère (Maine-et-Loire), une chapelle a été construite sur un chêne dont le tronc traverse l'édifice.
Depuis 1981, le chêne d’Allouville est jumelé avec le chêne de Liernu, (Belgique, province de Namur), appelé couramment « gros chêne », parfois « Gros-Chêne ».

## Galerie

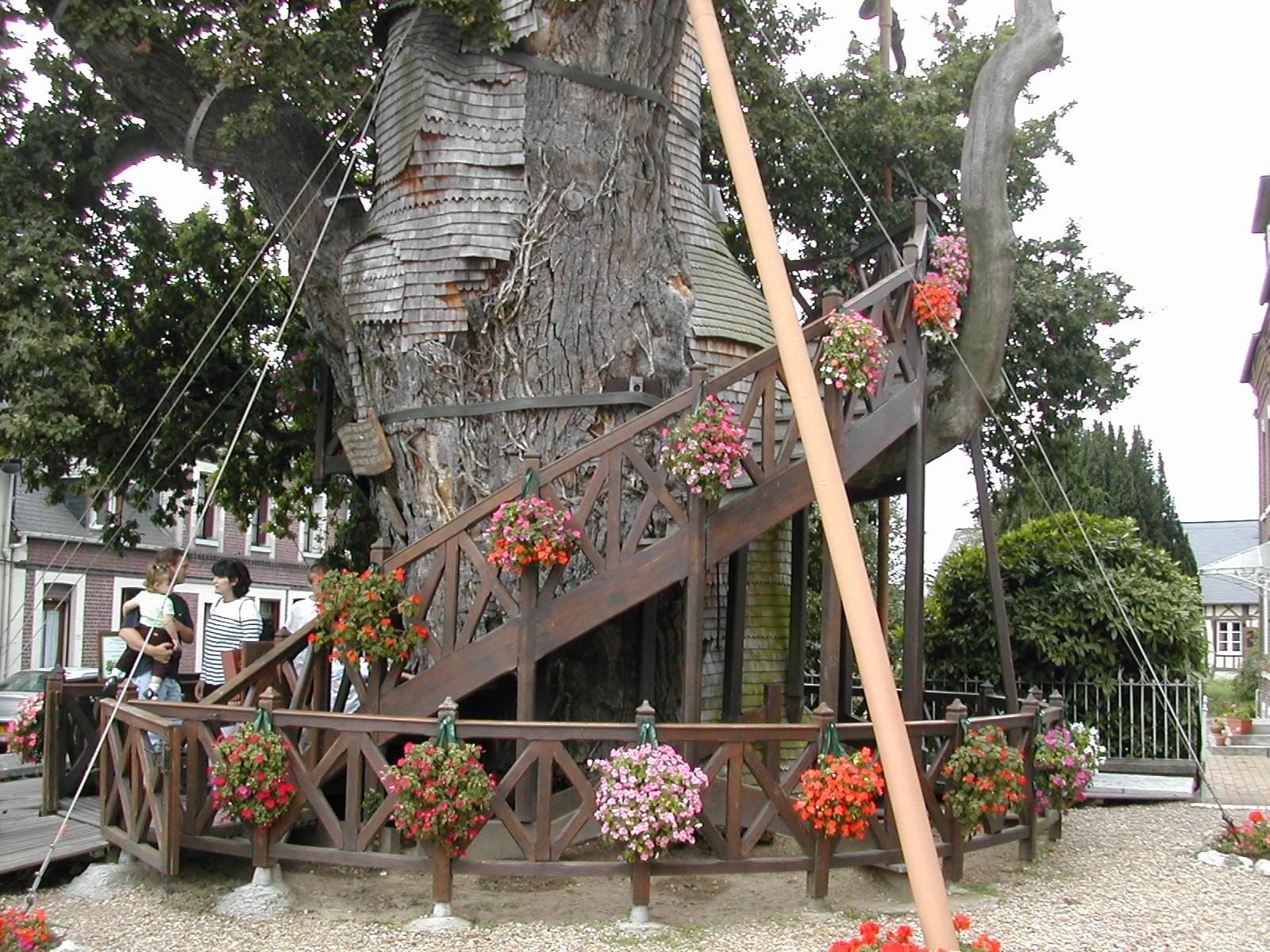
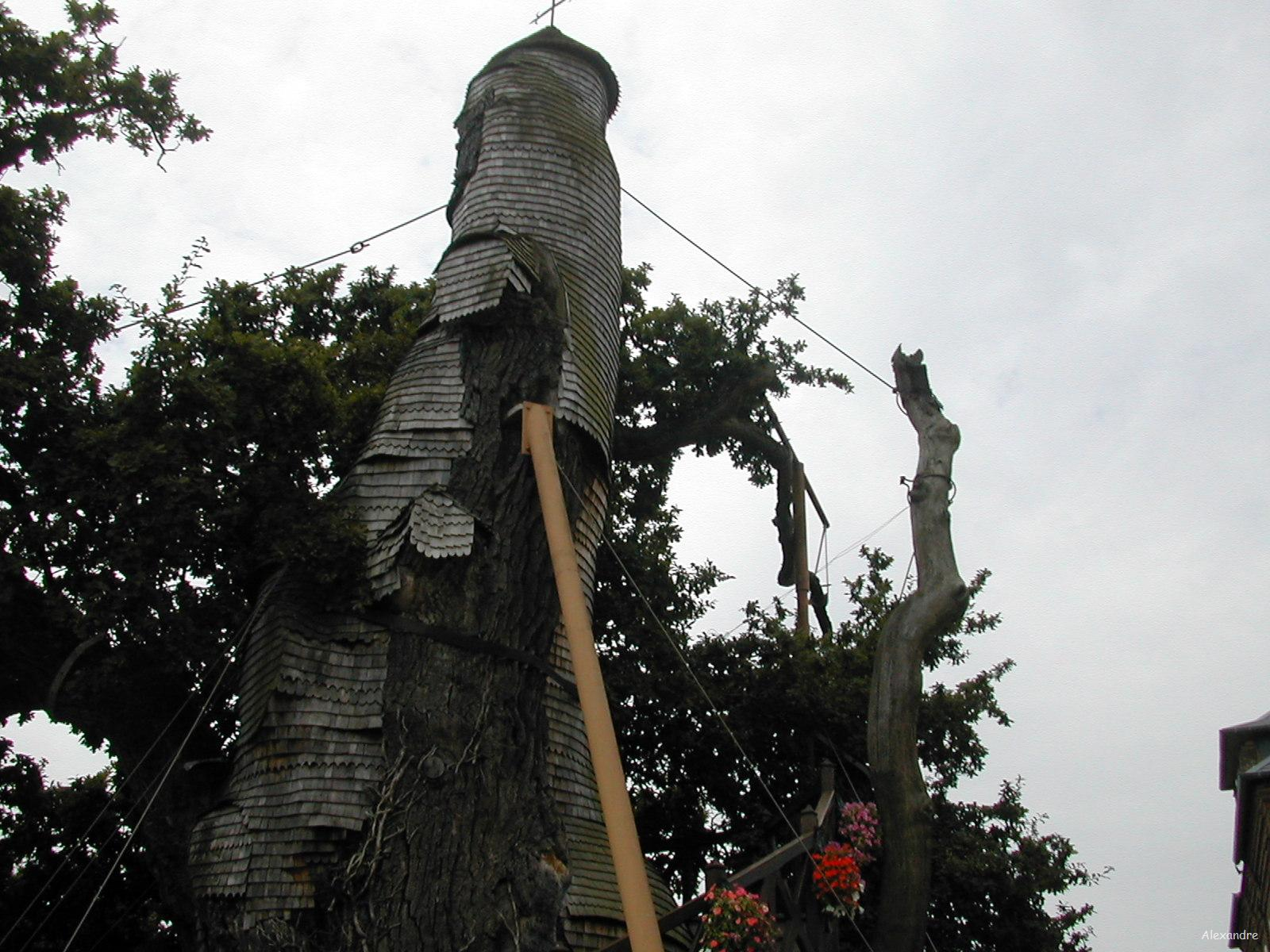
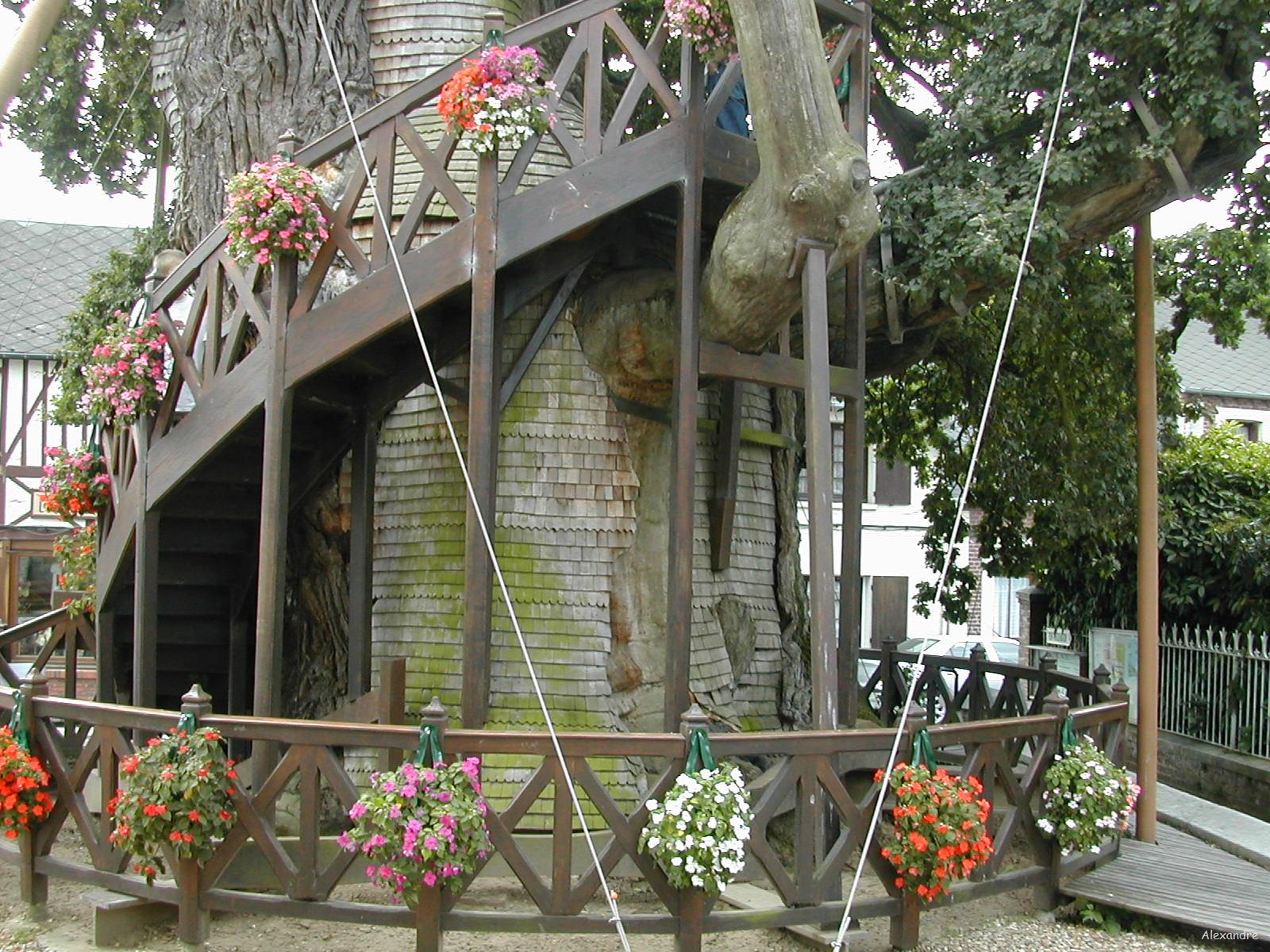
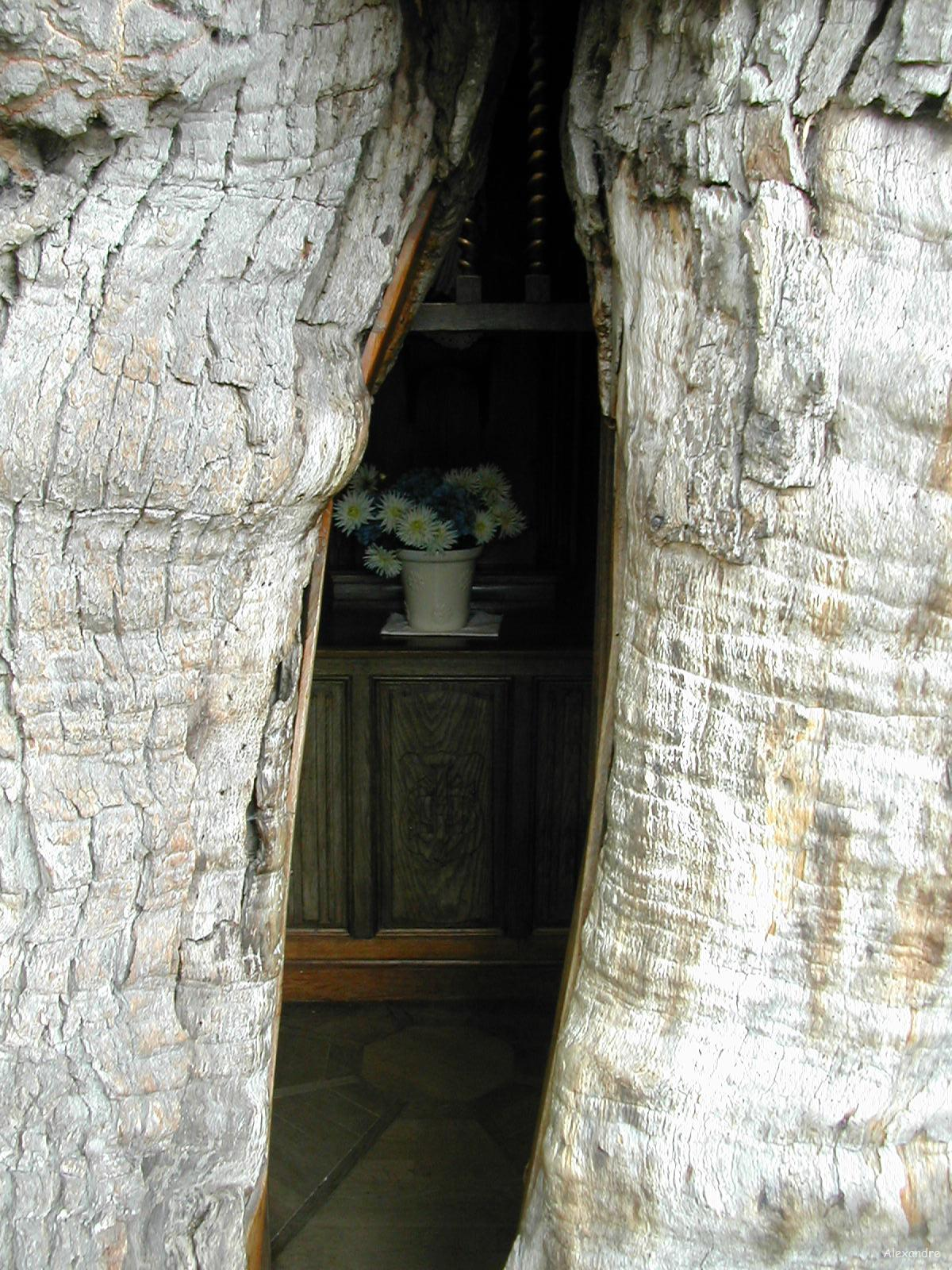
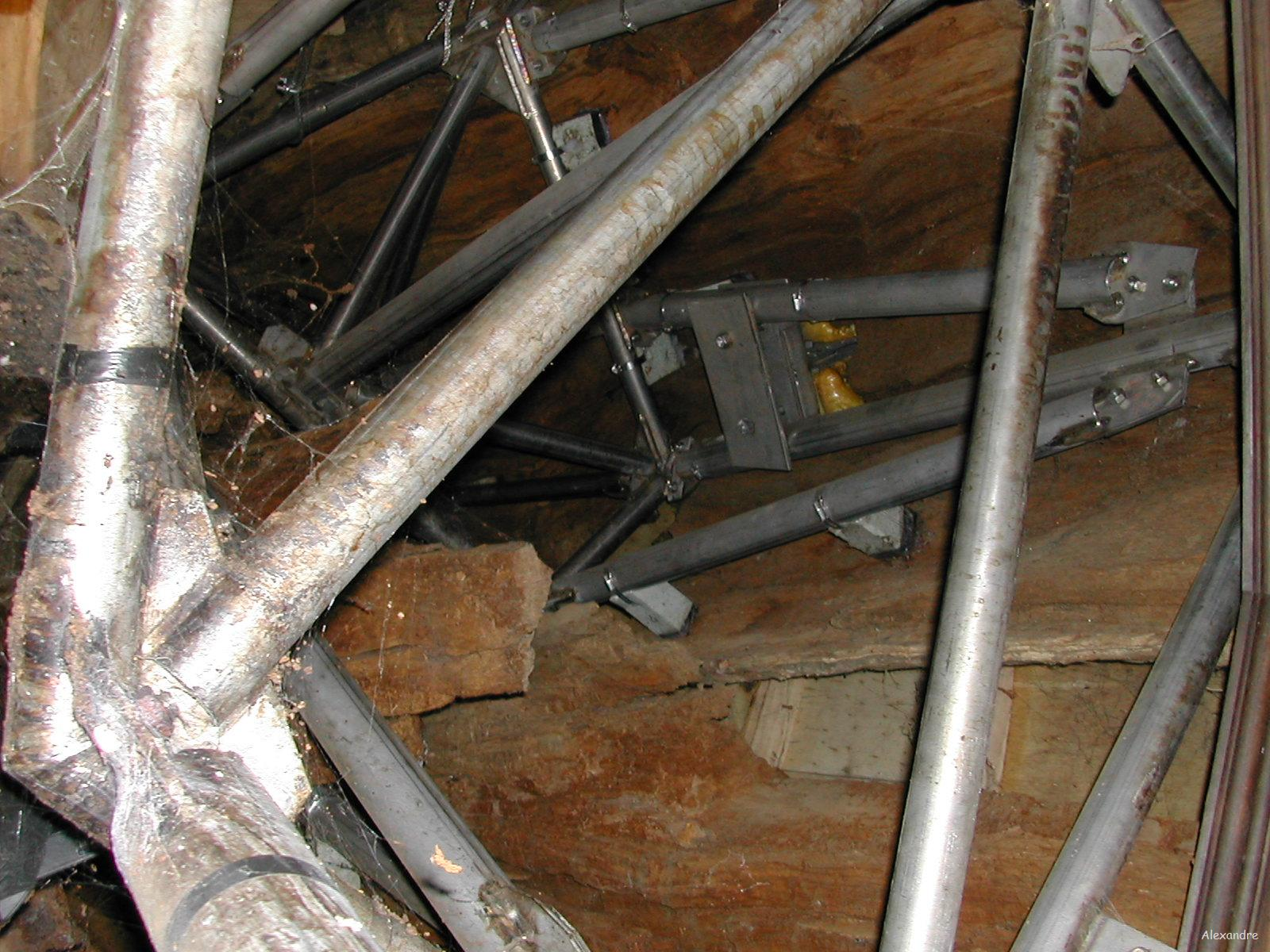
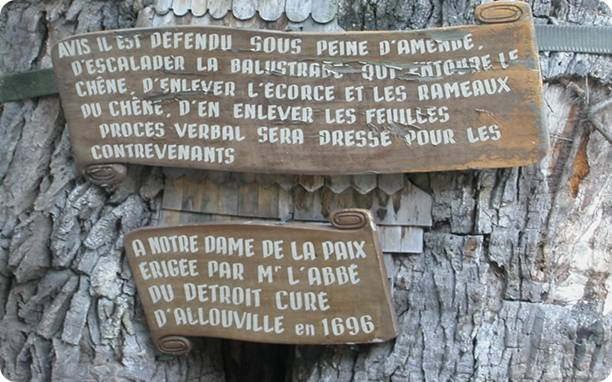
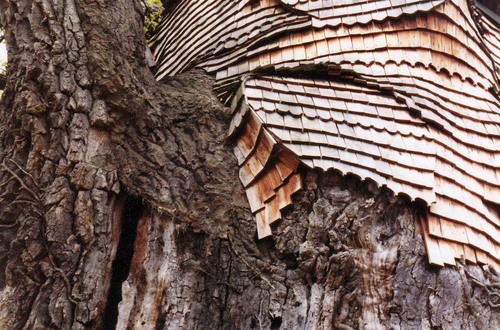